# Citheronia marion
Citheronia marion är en fjärilsart som beskrevs av Dyar 1914. Citheronia marion ingår i släktet Citheronia och familjen påfågelsspinnare. Inga underarter finns listade i Catalogue of Life.